# Fireflies (Faith Hill)
Fireflies è il sesto album in studio della cantante country statunitense Faith Hill, pubblicato nel 2005.

## Tracce
1. Sunshine and Summertime (Rodney Clawson, John Rich, Kylie Sackley) – 3:26
2. Mississippi Girl (Rich, Adam Shoenfeld) – 3:52
3. Dearly Beloved (Georgia Middleman, Fred Wilhelm) – 2:22
4. I Ain't Gonna Take It Anymore (Kevin Brandt, Bobby Terry) – 4:00
5. Stealing Kisses (Lori McKenna) – 4:23
6. Fireflies – 4:28 (McKenna)
7. Like We Never Loved at All (Vicky McGehee, Rich, Scot Sax; con Tim McGraw) – 4:22
8. I Want You (Rivers Rutherford, Bobby Tomberlin) – 4:06
9. The Lucky One (Brad Warren, Brett Warren, Jay Joyce) – 3:37
10. If You Ask (McKenna) – 4:15
11. We've Got Nothing But Love to Prove (Darrell Scott; non presente nell'edizione nordamericana) – 4:35
12. You Stay with Me (John Kennedy, Andrea Stolpe) – 4:23
13. Wish for You (Darrell Brown, Craig Wiseman) – 3:28
14. Paris (Blair Daly, Gordie Sampson, Troy Verges) – 5:20